# Eks mojego życia
Eks mojego życia (fr. L'Ex de ma vie) – francuski film komediowy z 2014 roku w reżyserii Dorothée Sebbagh, wyprodukowany przez wytwórnię UGC. Główne role w filmie zagrali Géraldine Nakache, Kim Rossi Stuart, Pascal Demolon i Catherine Jacob.
Premiera filmu odbyła się 25 czerwca 2014 we Francji.

## Fabuła
Skrzypaczka Ariane przyjmuje oświadczyny Christena, dyrygenta orkiestry. Przeszkodą na drodze do ołtarza jest fakt, że jest już mężatką. Kobieta od lat pozostaje w separacji z porywczym Włochem o imieniu Nino (Kim Rossi Stuart). Mężczyzna obiecuje, że podpisze papiery rozwodowe, jeśli Ariane poleci z nim do Paryża.

## Obsada
- Géraldine Nakache jako Ariane
- Kim Rossi Stuart jako Nino
- Pascal Demolon jako Christen
- Catherine Jacob jako Daphné
- Sophie Cattani jako Barbara
- Gérard Dubouche jako uczestnik wycieczki "Paris Mon Amour"
- Nicole Ferroni jako przewodniczka wycieczki "Paris Mon Amour"
- Antoine Oppenheim jako brat Nino